# Otto Pöppel
Otto Pöppel (* 26. März 1904 in Memmingen; † 2000 in München) war deutscher Maler und Graphiker. Er studierte an der Akademie der Bildenden Künste in München bei Adolf Schinnerer und Julian Diez. Bis 1944 hielt er sich in München auf. Er malte mehrere Kirchen und öffentliche Gebäude aus. Dabei verwendete er öfters die Kaseintechnik. Er war verheiratet mit Margarete Pöppel, die ebenfalls dem Kunsthandwerk nachging. Er war im oberschwäbischen Kronburg bei Memmingen ansässig.

## Werke
- Chorausmalung in der Pfarrkirche St. Martin in Batzenhofen, einem Ortsteil von Gersthofen[1]